# José Pires do Rio
José Pires do Rio fue un ingeniero civil, geólogo, economista, periodista y político brasileño. Fue alcalde de la ciudad de São Paulo entre 1926 y 1930. Además ocupó diversos cargos ministeriales durante los gobiernos de Epitácio Pessoa (Ministerio de Obras Públicas y Ministerio de Agricultura) y de José Linhares (Ministerio de Hacienda) además de ser diputado federal por São Paulo en 1924 y 1925. 

## Biografía
Nació en Guaratinguetá, en el interior del estado de São Paulo, realizó sus estudios en Lorena y, si bien ingresó a la Facultad de Derecho de São Paulo, a los 16 años se matriculó en la Escuela de Ingeniería de Ouro Preto, Minas Gerais, de donde egresaría en 1903. También llevó algunos cursos de farmacología. Luego de sus estudios viajaría a Europa. 
Inicio su carrera profesional en el puerto de Río de Janeiro entre 1906 y 1910. Entre 1912 y 1914 llevó cursos de hidráulica en la Escuela Politécnica de Bahía y luego trabajaría en la construcción del puerto de Río Grande del Sur y fue nombrado director de una inspectoría del Departamento Nacional de Obras contra las Sequías. Por sus trabajos en el Ferrocarril Madeira-Mamoré, fue invitado a participar del gobierno de Epitácio Pessoa como Ministro de Obras Pública entre 1919 y 1922. Durante su gestión se destacan las obras de combate a las sequías realizadas en el noreste del país y la creación de un fondo para financiamiento de obras de irrigación. En 1922 también ejerció de forma paralela e interina la cartera del ministerio de agricultura, industria y comercio entre mayo y noviembre.
Luego del término del gobierno de Pessoa, Pires regresó a São Paulo donde sería elegido, en 1924, como diputado federal. Su paso en el Poder Legislativo fue breve. Renunció al cargo el 31 de diciembre de 1925 pues el 1 de enero de 1926 asumió el cargo de alcalde de la capital paulista. Durante su gestión, contrató a Prestes Maia para que culminara el plano urbanístico de la ciudad incluyendo la rectificación del río Tieté. Fue reelegido en 1928 y en 1930 pero su mandato fue interrumpido por la Revolución de Octubre que lo alejó de los cargos públicos por varios años.  Durante su gestión se iniciaron los proyectos de construcción del Parque do Ibirapuera y del Mercado Municipal.
Se mudó a Río de Janeiro donde fue director de la Compañía Nacional de Navegación y director-tesorero del Jornal do Brasil, cargo que ocuparía hasta el final de su vida. En 1937 fue invitado nuevamente a participar del gobierno presidiendo el Consejo Nacional del Petróleo y, en 1939, como vicepresidente del recién creado Consejo Nacional de Aguas y Energía Eléctrica, cargo en el que permaneció hasta 1944. Luego de la caída de Getúlio Vargas en 1945, fue invitado a ocupar el Ministerio de Hacienda durante el gobierno de José Linhares. 
Falleció en Calcuta, India, el 23 de julio de 1950 durante una excusión turística que realizó a ese país.